# Milner (kaas)
Milner is een Nederlands kaasmerk.
Milner is een Goudse kaas die zich daarvan onderscheidt doordat het niet van volle melk wordt gemaakt maar van halfvolle melk. Het bevat daardoor dus minder vet dan een Goudse 48+ kaas.
Milner kaas wordt geproduceerd door FrieslandCampina en geldt als een van de meest duurzaam geproduceerde Nederlandse kazen.

## Trends
Aanvankelijk werd Milner als merk gelanceerd in het kader van een bewuste en gezondere levensstijl en wist het product  in dit segment een  behoorlijk marktaandeel te verwerven. In 2019 werd Milner ook nadrukkelijk aan duurzaamheid gekoppeld. FrieslandCampina gebruikte het merk Milner voor de kaas onder het On the way to PlanetProof-keurmerk. Met dit keurmerk voldoet deze kaas aan de bovenwettelijke eisen die de Stichting Milieukeur heeft gesteld voor duurzaamheid, uitgaande van een positieve bijdrage aan dierenwelzijn, klimaat en natuur.